# ヒブリア
HIBRIA（ヒブリア、1996年-）は、ブラジルのポルト・アレグレ（リオ・グランデ・ド・スル州）で結成されたパワーメタルバンド。

## 概要
1997年、初めてのデモテープ「Metal Heart」を制作。その直後ボーカルのユーリが加入する。
2001-2004年、初アルバム「Defying the Rules」をリリース。
2008-2010年、セカンドアルバム「The Skull Collectors」をリリース。
2010-2011年、３枚目のアルバム「Blind Ride」をリリース。2011年のアジアツアー中初めてのDVDを制作する。
2013-2014年、４枚目のアルバム「Silent Revenge」をリリース。
2017年、アベル・カマルゴ以外の４人が脱退を発表。
2018年、次々を新メンバーを発表がすぐ脱退。年末にはヴォーカルのビクター・エメカが加入します。
2019年、アレシャンドレ・パンタ、ブルーノ・ゴジーニョとオタヴィオ・キロガの加入で新しいバンド構成を発表。11月にシングル「フェアレスウィル」をリリースし、その翌月に結成の地ポルト・アレグレでライブを行う。
2020年11月、アレシャンドレ・パンタが脱退。
2021年1月、ベーシストのチアゴ "ボンガ" バウムガーテンが加入する。
2022年2月23日 新メンバーでニュー・アルバム「ME7AMORPHOSIS」をリリース。
2022年10月13日 ギターのブルーノ・ゴジーニョに変わってヴィセント・テレス（ヴェレス）が加入する。

## メンバー

### 現メンバー
- Abel Camargo アベル・カマルゴ (G) 1996年〜
- Victor Emeka ビクター・エメカ (Vo) 2018年〜
- Otávio Quiroga オタヴィオ・キロガ (Dr) 2019年〜
- Thiago "Bonga" Baumgarten チアゴ "ボンガ" バウムガーテン (Ba) 2021年〜
- Vicente Telles (Velles) ヴィセント・テレス（ヴェレス） (G) 2022年〜

### 元メンバー
- Bruno Godinho ブルーノ・ゴジーニョ (G) 2019年〜2022年
- Alexandre Panta アレシャンドレ・パンタ (B) 2019年〜2020年
- Guga Munhoz グガ・ムニョズ (G) 2018年〜2018年
- Martin Estevez マーティン・エステベス (Dr) 2018年〜2018年
- Iuri Sanson ユーリ・サンソン (Vo) 1996年〜2017年
- Renato Osorio レナート・オソリオ (G) 2012年〜2017年
- Ivan Beck イヴァン・ベック (B) 2016年〜2017年
- Eduardo Baldo エドゥアルド・バルド (Dr) 2005年〜2017年
- Benhur Lima ベニュル・リマ (B) 2010年〜2016年
- Diego Kasper ディエゴ・カスペル (G) 1996年～2012年
- Marco Panichi マルコ・パニーキ (B) 1996年～2010年
- Savio Sordi サヴィオ・ソルディ (Dr) 1996年～2005年

## ディスコグラフィー
Demo
- 1997年 Metal Heart
- 1999年 Against the Faceless

Single
- 2001年 Steel Lord on Wheels
- 2019年 Fearless Will

Album
- 2004年 Defying The Rules
- 2008年 The Skull Collectors
- 2011年 Blind Ride
- 2013年 Silent Revenge
- 2015年 Hibria
- 2018年 Moving Ground
- 2022年 ME7AMORPHOSIS